# Sucha Rzeczka
Sucha Rzeczka – wieś w Polsce położona w województwie podlaskim, w powiecie augustowskim, w gminie Płaska. Wieś letniskowa, położona nad jeziorem Serwy.
Wieś królewska ekonomii grodzieńskiej położona była w końcu XVIII wieku w powiecie grodzieńskim województwa trockiego. W latach 1975–1998 miejscowość administracyjnie należała do województwa suwalskiego.
Wieś powstała w końcu XVIII w. jako osada młyńska. W miejscowości znajduje się sklep, bar, przystanek autobusowy, jaz między jeziorem Serwy a Kanałem Augustowskim. W lesie koło wsi jest obelisk na mogile 8 partyzantów AK poległych w walce z żandarmerią niemiecką w pobliżu wsi Okółek (12 sierpnia 1943), schron polski z 1939 oraz obozowisko ZHP. 
W latach 70. w jej skład włączono: Czarny Bród (wcześniej powstały - po południowej części Kanału Augustowskiego) i Żyliny (z siedzibą nadleśnictwa Płaska). Głównym źródłem utrzymania miejscowej ludności jest praca w lesie i turystyce.